# Estrapáda

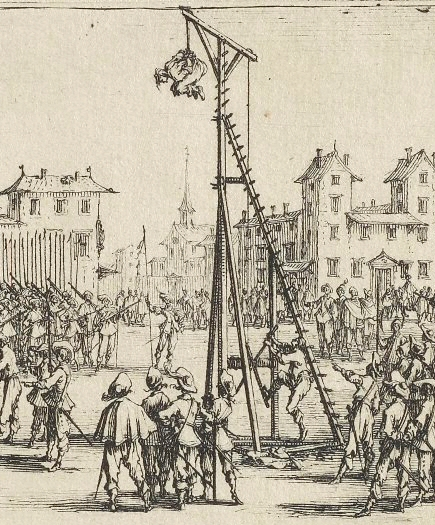
Veřejné užití estrapády, detail ilustrace z knihy Les Grandes Misères de la guerre, 1633

Estrapáda je způsob popravy či mučení. Jeho podstatou je tažení rukou svázaných za zády mučené osoby směrem vzhůru a od těla, což vede k intenzivní bolesti a často k vykloubení rukou s následkem trvalého poškození šlach, svalstva, nervů a ramenních kloubů. V minulosti mnoho lidí na následky způsobených zranění zemřelo.

## Metody
Používaly se různé varianty tohoto mučení. Odsouzenec byl vytažen provazem za ruce svázané za zády tak vysoko, že se jeho chodidla přestala dotýkat země a takto ponechán libovolně dlouhou dobu. Nebo byl s rukama svázanýma za zády vytažen provazem na vrchol stožáru nebo šibenice a následně volným pádem spuštěn dolů, ale ne až na zem. Vlastní vahou těla při napnutí provazu pak došlo k vykloubení rukou. Nebo byly nohy odsouzence připoutány k podložce či zatíženy závažím a pak byl za svázané ruce tažen vzhůru tak dlouho, až došlo k vykloubení rukou.

## Vznik a rozšíření
Estrapádu patrně vynalezli v Itálii. Používala se hlavně na Sicílii, na Sardinii, ve Francii, v Rusku, v Číně a v některých německých státech. Dnes se touto metodou oficiálně již nepopravuje; tuto techniku však nadále využívá řada režimů k mučení zajatců. Podle dochovaných svědectví ji používali nacisté při výsleších a trestání vězňů v koncentračních táborech i severovietnamští vojáci při výslechu zajatých Američanů nebo izraelští vojáci při výslechu Palestinců podezřelých z terorismu (odtud výraz „palestinské věšení“, Palestinian hanging v angličtině).
Také v moderní době je zdokumentováno používáni estrapády. Například v roce 1996 Evropský soud pro lidská práva uznal Turecko, respektive tureckou policii vinou z mučení vězňů tímto způsobem. Používání estrapády bylo zmiňováno rovněž v kauze mučení iráckých zajatců americkými vojáky v Abú Ghrajb, konkrétně jako příčina smrti Manadela al-Džamadiho v roce 2003. Jeden z nejnovějších případů, mučení bojovníků IS zajatých iráckou armádou v bitvě o Mosul technikou estrapády, zveřejnila ruská televize RT v červnu 2017.

## Zajímavosti
V Paříži je ulice Rue de l'Estrapade a na jejím konci náměstí Place de l'Estrapade pojmenované podle zařízení k provádění estrapády, které se na tomto místě provozovala až do konce 17. století především k popravám protestantů.